# Union pour l'industrie et l'électricité
L'Union pour l’industrie et l’électricité (UNIE) est une société électrique fondée  en août 1930 par Louis Marlio et Pierre Ailleret, spécialisée dans les lignes à haute tension, qui fut nationalisée en 1945 pour participer à la création d'EDF.

## Histoire
Après le krach boursier de 1929, la consommation mondiale d'aluminium est divisée par deux et tombe à  seulement 140 000 tonnes. Faute de débouchés commerciaux suffisants, les producteurs alpins et pyrénéens sont contraints à recycler leur énergie vers les villes. Péchiney renonce à une usine sous le barrage du Sautet pour destiner sa consommation à Paris, ce qui nécessite un opérateur assurant le transport du courant via une ligne à haute tension : cette fonction sera assurée par la création de l'Union pour l’industrie et l’électricité (UNIE). 
La société est mise en place par la société financière du groupe d'Ernest Mercier et celle du groupe Thomson-Houston Electric Company, fabricant de grands équipements électriques pour les lignes à haute tension. En 1940, dix ans après, la première détient toujours 27 % du capital, alors de 210 millions de francs, aux côtés de l'Énergie électrique du littoral méditerranéen et de L'Énergie industrielle de Pierre-Marie Durand
.
Le directeur général du groupe, Pierre Ailleret, devient en 1945 directeur des études et recherches d'EDF.